# Pseudopanurgus subopacus
Pseudopanurgus subopacus är en biart som beskrevs av Timberlake 1964. Pseudopanurgus subopacus ingår i släktet Pseudopanurgus och familjen grävbin. Inga underarter finns listade i Catalogue of Life.